# Integral d'Euler
En matemàtiques hi ha dues funcions especials conegudes com a integrals d'Euler:
1. la integral d'Euler de primera espècie: la funció beta d'Euler.
{\displaystyle \mathrm {\beta } (x,y)=\int _{0}^{1}t^{x-1}(1-t)^{y-1}\,dt}.
2. la integral d'Euler de segona espècie: la funció gamma d'Euler.
{\displaystyle \Gamma (z)=\int _{0}^{\infty }t^{z-1}\,e^{-t}\,dt}.

A través del teorema de Fubini es demostra una relació important que uneix les dues funcions i permet expressar la funció beta respecte a la funció gamma, mostrant també de manera immediata la simetria de beta.
{\displaystyle \beta (x,y)={\frac {\Gamma (x)\cdot \Gamma (y)}{\Gamma (x+y)}}}.
La funció gamma és una extensió del factorial dels nombres reals i dels nombres complexos; per aquest motiu, les dues funcions assumeixen una expressió més simple en el domini dels nombres naturals ({\displaystyle m,n\in \mathbb {N} }):
{\displaystyle \Gamma (n)=(n-1)!}
{\displaystyle \mathrm {\beta } (n,m)={(n-1)!(m-1)! \over (n+m-1)!}={n+m \over nm{n+m \choose n}}}.